# Isabel
Isabel es un nombre propio femenino de origen incierto. Es posible que derive del nombre de la diosa egipcia Isis, reina de los dioses; u otra opción sería que deriva del nombre hebreo Elisa.

## Etimología
La etimología de Isabel es discutida. La más probable es que derive del nombre Elisabeth en latín tardía, a su vez del griego Elisabet, y éste del hebreo Elisheva o Elishebha. Este último aparece en el Antiguo Testamento como el nombre de la mujer de Aarón, hermano de Moisés, y en el Nuevo Testamento como la madre de Juan el Bautista. Su significado último sería "juramento de Dios".
Una hipótesis poco probable afirma que proviene del latín «Isis bella» («Isabella» en italiano moderno), en honor a la diosa egipcia de la fecundidad Isis, cuyo culto era muy popular entre los soldados romanos, más el epíteto «bella», subrayando su feminidad. Al parecer, se habría ocultado el origen pagano del nombre presentándolo como una variante del hebreo אֱלִישֶׁבַע (Elīshebha o Elisabet) que significa ‘juramento de Dios’, ‘promesa de Dios’ o ‘Dios es mi juramento’. También se refiere a la combinación del nombre de la diosa egipcia Isis, y Bel el principal dios babilónico.
Otra raíz etimológica para "Isabel" es su procedencia del vocablo «Ish-baal», que significa «hija de Baal», siendo Baal la principal deidad de los cananeos.

## Santoral
- Santa Isabel la madre de Juan Bautista, celebrada el 23 de septiembre.
- Santa Isabel de Schönau (1129-1164), celebrada el 18 de junio.
- Santa Isabel de Hungría (1207–1231), celebrada el 17 de noviembre.
- Beata Isabel de Longchamp  (1225-1270), celebrada el 22 de febrero.
- Santa Isabel de Portugal (1271-1336), celebrada el 4 de julio.
- Beata Isabel Achler (1386-1420), celebrada el 25 de noviembre
- Beata Isabel Picenardi (1428-1468), celebrada el 19 de febrero.
- Beata Isabel Fernández (f. 1619), celebrada el 10 de septiembre.
- Beata Isabel María Satellico (1706-1745), celebrada el 8 de noviembre.
- Beata Isabel Julia de San Francisco Vérolot (f. 1791), celebrada el 17 de julio.
- Beata Isabel Teresa del Corazón de Jesús Consolin (1736-1794), celebrada el 26 de julio.
- Beata María Isabel de San Teoctisto Pélissier (1742-1794), celebrada el 11 de julio.
- Beata Isabel Verchiére (1769-1794), celebrada el 13 de julio.
- Santa Juana Isabel Bichier des Ages (1773-1838), celebrada el 26 de agosto.
- Santa Isabel Ana Seton (1774-1821), celebrada el 4 de enero.
- Beata Isabel Canori Mora (1774-1825), celebrada el 5 de febrero.
- Beata Isabel Renzi (1786-1859), celebrada el 14 de agosto.
- Beata Isabel Vendramini (1790-1860), celebrada el 2 de abril.
- Santa Isabel Chong Chong-hye (1797-1839), celebrada el 20 de septiembre y 29 de diciembre.
- Santa Isabel Qin Bianzhi (1846-1900), celebrada el 9 de julio y el 19 de julio.
- Beata Isabel Ferrer Sabriá (1852-1936), celebrada el 20 de noviembre.
- Santa Isabel de la Santísima Trinidad Catez (1880-1906), celebrada el 9 de noviembre.
- Beata Isabel Calduch Rovira (1882-1936), celebrada el 14 de abril.
- Beata María Isabel López García (1885-1936), celebrada el 20 de noviembre.

## Isabel en la historia
El nombre de «Isabel» tiene gran difusión en el mundo occidental en gran parte debido a la devoción a Santa Isabel, madre de San Juan Bautista según el Evangelio de San Lucas. Además de esta santa, existen otras con el mismo nombre en la Iglesia Católica, como las reinas y santas Santa Isabel de Hungría y Santa Isabel de Aragón o Portugal, y en la Iglesia Ortodoxa Rusa, como Santa Isabel Fiódorovna, Gran Duquesa de Rusia. 
El nombre fue muy popular en las familias reales europeas desde la Edad Media y lo llevaron numerosísimas princesas y reinas consortes, especialmente en Alemania, España, Francia y el Reino Unido. Entre las consortes más recientes con este nombre podemos citar a la emperatriz de Austria y reina de Hungría y de Bohemia Isabel de Baviera (Sissi) (1837-1898); a la reina Isabel del Reino Unido (1900-2002), madre de Isabel II del Reino Unido y última Emperatriz de la India; o a la reina Isabel de los Belgas (1876-1965), esposa de Alberto I. Además han existido cinco soberanas titulares llamadas así: la emperatriz Isabel I de Rusia (1741-1762) y las reinas Isabel I de Castilla (Isabel la Católica) (1474-1504), Isabel I de Inglaterra (1558-1603), Isabel II de España (1833-1868) e Isabel II del Reino Unido de la Gran Bretaña e Irlanda del Norte (reinante entre 1952 y 2022).

## Variantes
El nombre Isabel tiene una gran cantidad de variantes que son consecuencia de su expansión y su correspondiente traducción a distintos idiomas europeos. Así, por ejemplo, encontramos variantes del nombre tales como: Isabela, Sabela, Isabelle, Elizabeth, Lisa, Elizabetta, Elisa, Elsa, Lisbeth, Lissette, Elzbieta, Elisabeta, etc. Por otra parte también existen gran cantidad de hipocorísticos: Isa, Chabela (en español), Belle (en francés), Bettina (en italiano), Liz, Lizzie, Bella, Beth, Betty, Betsy (en inglés) entre otros.